# Minyadidae
Minyadidae é uma família de cnidários antozoários da infraordem Thenaria, subordem Nyantheae (Actiniaria).

## Géneros
- Minyas Cuvier, 1817
- Oceanactis Moseley, 1877